# Józef Tabor
Józef Tabor (ur. 7 grudnia 1940 w Żarówce) – polski matematyk, profesor nauk matematycznych, zajmujący się równaniami funkcyjnymi, stabilnością w sensie Hyersa-Ulama i analizą wypukłą.

## Życiorys
W latach 1960–1964 studiował matematykę w Wyższej Szkole Pedagogicznej w Krakowie. Stopień doktora, pod kierunkiem Zenona Mosznera, uzyskał w 1970 na Uniwersytecie Jagiellońskim. Na tej samej uczelni uzyskał w 1977 stopień doktora habilitowanego, w 1991 został profesorem.
W latach 1964–1995 pracował w Wyższej Szkole Pedagogicznej w Krakowie, a od 1977 do przejścia na emeryturę w Wyższej Szkole Pedagogicznej w Rzeszowie (od 2001 Uniwersytecie Rzeszowskim). Na obu uczelniach pełnił ważne funkcje - był m.in. dziekanem i dyrektorem instytutów matematyki, a w Krakowie także prorektorem.
Swoje prace publikował m.in. w „Aequationes Mathematicae”, „Annales Polonici Mathematici”, „Journal of Mathematical Analysis and Applications”, „Publicationes Mathematicae Debrecen”, „Journal of Convex Analysis” oraz „Studia Mathematica”. Ponad 30 z nich powstało w wyniku współpracy z synem Jackiem Taborem. 
Wypromował 6 doktorów, z których 3 (Jacek Chmieliński, Jacek Chudziak i Wojciech Jabłoński) uzyskało następnie stopień doktora habilitowanego.